# Emmylou Harris

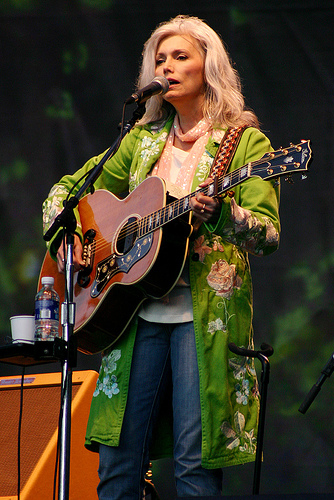
Emmylou Harris (2005)

Emmylou Harris (* 2. April 1947 in Birmingham, Alabama) ist eine US-amerikanische Country-, Folk- und Rock-Sängerin.
Im Laufe ihrer rund 50-jährigen Karriere verkaufte sie alleine in den USA über 5,5 Millionen Tonträger, und sie wurde 13 Mal mit dem Grammy ausgezeichnet.
Von 1975 bis in die 2000er Jahre hatte sie über 50 Hits in den Country-Charts ihrer Heimat. In den 1980er Jahren zählte sie neben Reba McEntire, Dolly Parton und Crystal Gayle zu den erfolgreichsten Sängerinnen ihres Genres. In den letzten Jahren trat sie vor allem als Singer-Songwriterin in Erscheinung.

## Leben
Emmylou Harris wurde 1947 in Birmingham als Tochter des Offiziers Walter Harris und seiner Frau Eugenia Murchison geboren. Sie wuchs in der Nähe von Washington, D.C. auf und begann als Teenager, Gitarre zu spielen und zu singen. Sie studierte an der Universität von North Carolina Schauspiel, brach das Studium jedoch ab und zog nach New York. Zu dieser Zeit trat sie in der New Yorker und der Washingtoner Clubszene auf.
1970 veröffentlichte sie auf eigene Kosten ihr erstes Album Gliding Bird, das sich kaum verkaufte. Kurz nach dessen Erscheinen ging die Plattenfirma pleite. Harris, die 1969 geheiratet hatte, brachte wenig später eine Tochter zur Welt und ließ sich kurz darauf von ihrem Mann, dem Songwriter Tom Slocum, scheiden. Sie zog wieder nach Washington zu ihren Eltern und trat gelegentlich in kleineren Clubs auf. Von 1977 bis 1984 war sie mit dem Produzenten Brian Ahern verheiratet, mit dem sie auch eine Tochter hat, und in dritter Ehe von 1985 bis 1993 mit dem Produzenten Paul Kennerley.

## Karriere

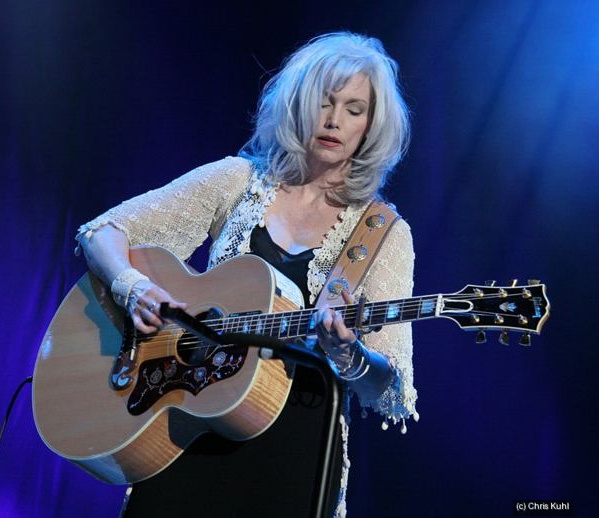
Emmylou Harris (2006)

1971 lernte Harris den ehemaligen Byrds-Bassisten Chris Hillman kennen, der sie bei einem Auftritt erlebte und sie Gram Parsons empfahl, der eine Sängerin für sein erstes Solo-Album suchte. Parsons holte sie 1972 nach Los Angeles, wo in Zusammenarbeit mit weiteren Musikern das Album GP entstand. Es folgte eine kurze Tournee und 1973 wurde ein weiteres Album vollendet, Grievous Angel. Nur wenige Wochen später, im September 1973, starb Parsons an einer Überdosis Drogen und Alkohol. Zu diesem Zeitpunkt war Harris Mitglied seiner Tourneeband.
Unterstützt durch Tom Guidera, einen ehemaligen Begleitmusiker Parsons, produzierte sie 1975 ein zweites Solo-Album, Pieces of the Sky. Das Album enthält ihr selbstgeschriebenes Stück From Boulder to Birmingham, das sie Gram Parsons gewidmet hat. Das Album war ein großer Erfolg; die Single-Auskopplung If I Could Only Win Your Love erreichte die Top Ten.
Rodney Crowell, Ricky Skaggs und Albert Lee spielten 1976 und 1977 die nächsten Alben mit Harris ein, Elite Hotel und Luxury Liner; letzteres enthielt (You Never Can Tell) C’est la Vie die Neueinspielung eines Chuck-Berry-Klassikers, die in den USA und in Europa ein Hit wurde. 1979 entstand das Album Blue Kentucky Girl. Das im folgenden Jahr erschienene Bluegrass-Album Roses in the Snow wird von vielen Kritikern als ihr bestes bezeichnet. 1985 brachte sie The Ballad of Sally Rose heraus, eine Art Country-Oper mit 13 eigenen Titeln, für die sie einen Grammy erhielt.
Parallel zur Produktion weiterer Solo-Alben entwickelte sich Emmylou Harris zu einer gefragten Duett-Partnerin. Mit zahlreichen Sängern, darunter Johnny Cash, Bob Dylan, Don Williams, Roy Orbison, Neil Young, Willie Nelson, John Denver, Ryan Adams und der australischen Rockband Midnight Oil, spielte sie Songs ein; die CD Duets versammelt einige dieser Zusammenarbeiten. 
Das 1987 in Zusammenarbeit mit Linda Ronstadt und Dolly Parton produzierte Album Trio war sehr erfolgreich; ebenso das 1999 produzierte Album Trio II.

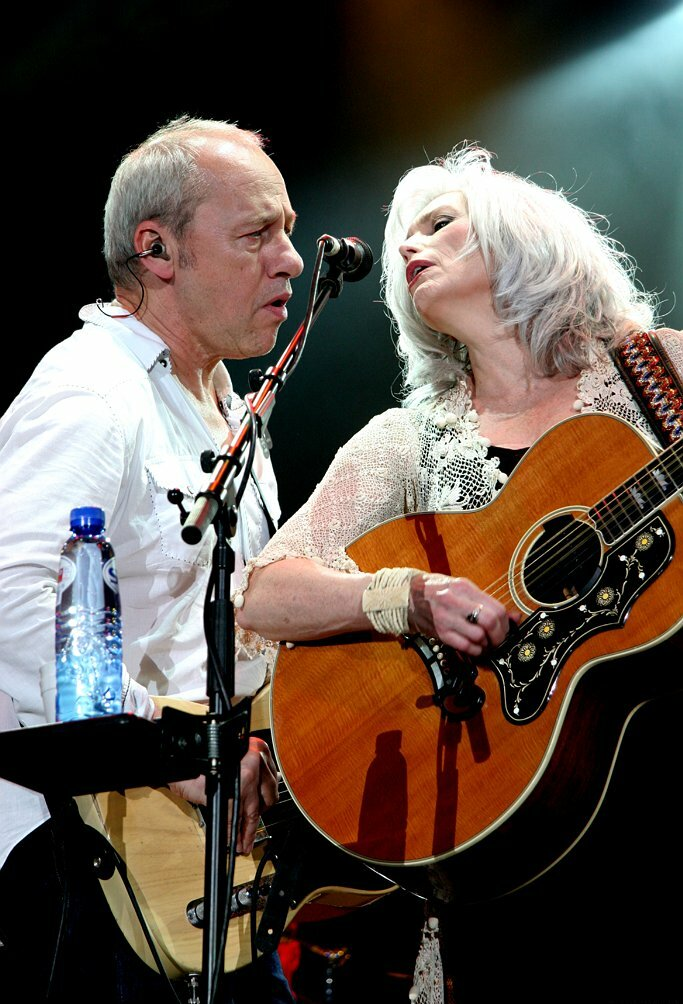
Mark Knopfler und Emmylou Harris (2006)

Das 1995 von Daniel Lanois produzierte Album Wrecking Ball zeigte einen deutlichen Stilwandel, der sich in Red Dirt Girl aus dem Jahr 2000 noch verstärkte. Die Musik wurde komplexer, dunkler und elektrischer und entfernte sich zunehmend vom traditionellen Country-Sound. Deutlich wird dies zum Beispiel beim Song Tragedy, bei dem Harris von Bruce Springsteen und dessen Frau Patti Scialfa begleitet wurde. Durch Gastauftritte auf Alben beispielsweise von Urge Overkill, Steve Earle, Ryan Adams oder Bright Eyes zeigte die Künstlerin, dass sie ihre musikalische Heimat von nun an auch im Alternative Country sah. Beide Alben wurden mit Grammys als Best Contemporary Folk Album ausgezeichnet. Seit Red Dirt Girl schreibt Harris ihre Lieder selbst, was davor nur selten der Fall war. 
2003 erschien ihr Album Stumble into Grace und im April 2006 All the Roadrunning, ein Duett-Album mit Mark Knopfler. Old Yellow Moon, ein Album mit Duetten mit Rodney Crowell, erschien im Februar 2013. Sie erhielt dafür 2014 ihren 13. Grammy Award. 2018 wurde sie mit dem Grammy Lifetime Achievement Award ausgezeichnet. Bereits 2008 war sie in die Country Music Hall of Fame aufgenommen worden.

## Instrumente
Emmylou Harris spielt vorzugsweise Westerngitarren von Gibson, hauptsächlich J-200-Modelle. Ihr zu Ehren brachte die Firma das Signature-Modell L-200 Emmylou Harris heraus.

## Diskografie

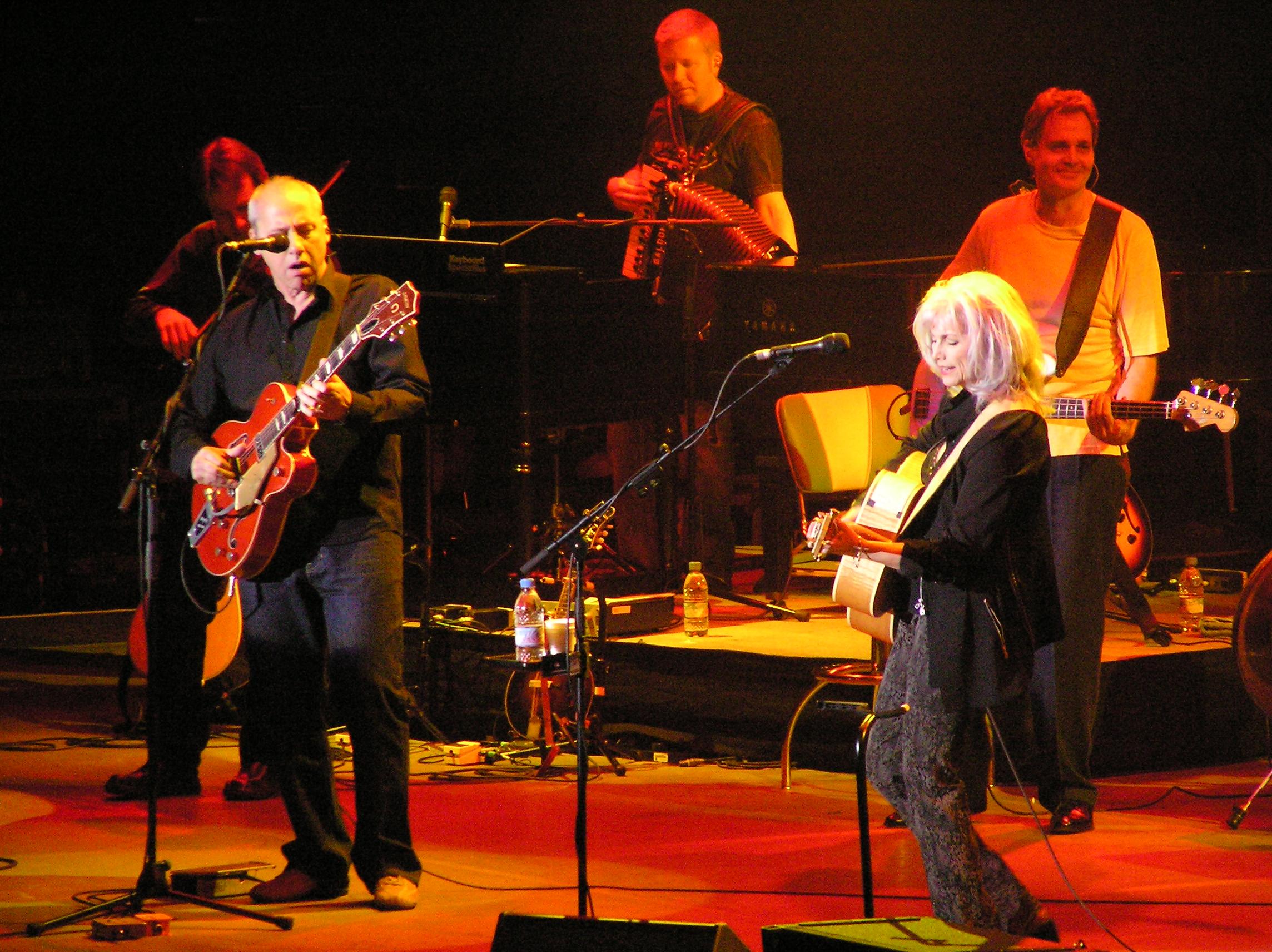
Mark Knopfler & Emmylou Harris in Hamburg am 28. Mai 2006

### Soloalben
| Jahr | Titel                           | Höchstplatzierung, Gesamtwochen, AuszeichnungChartplatzierungen (Jahr, Titel, Platzierungen, Wochen, Auszeichnungen, Anmerkungen) | Höchstplatzierung, Gesamtwochen, AuszeichnungChartplatzierungen (Jahr, Titel, Platzierungen, Wochen, Auszeichnungen, Anmerkungen) | Höchstplatzierung, Gesamtwochen, AuszeichnungChartplatzierungen (Jahr, Titel, Platzierungen, Wochen, Auszeichnungen, Anmerkungen) | Höchstplatzierung, Gesamtwochen, AuszeichnungChartplatzierungen (Jahr, Titel, Platzierungen, Wochen, Auszeichnungen, Anmerkungen) | Höchstplatzierung, Gesamtwochen, AuszeichnungChartplatzierungen (Jahr, Titel, Platzierungen, Wochen, Auszeichnungen, Anmerkungen) | Höchstplatzierung, Gesamtwochen, AuszeichnungChartplatzierungen (Jahr, Titel, Platzierungen, Wochen, Auszeichnungen, Anmerkungen) | Anmerkungen                                         |
| Jahr | Titel                           | DE | AT | CH | UK | US | Country | Anmerkungen                                         |
| ---- | ------------------------------- | --- | --- | --- | --- | --- | --- | --------------------------------------------------- |
| 1975 | Pieces of the Sky               | — | — | — | — | US45 Gold · (15 Wo.)US | Country7 (33 Wo.)Country | Erstveröffentlichung: Februar 1975                  |
| 1975 | Elite Hotel                     | — | — | — | UK17 Silber · (11 Wo.)UK | US25 Gold · (23 Wo.)US | Country1 (61 Wo.)Country | Erstveröffentlichung: Dezember 1975                 |
| 1977 | Luxury Liner                    | — | — | — | UK17 Silber · (6 Wo.)UK | US21 Gold · (21 Wo.)US | Country1 (39 Wo.)Country | Erstveröffentlichung: Januar 1977                   |
| 1978 | Quarter Moon in a Ten Cent Town | — | — | — | UK40 (5 Wo.)UK | US29 Gold · (18 Wo.)US | Country3 (41 Wo.)Country | Erstveröffentlichung: Januar 1978                   |
| 1979 | Blue Kentucky Girl              | — | — | — | — | US43 Gold · (22 Wo.)US | Country3 (102 Wo.)Country | Erstveröffentlichung: April 1979                    |
| 1979 | Light of the Stable             | — | — | — | — | US102 (9 Wo.)US | Country22 (13 Wo.)Country | Erstveröffentlichung: November 1979 Weihnachtsalbum |
| 1980 | Roses in the Snow               | — | — | — | — | US26 Gold · (34 Wo.)US | Country2 (50 Wo.)Country | Erstveröffentlichung: Mai 1980                      |
| 1981 | Evangeline                      | — | — | — | UK53 (4 Wo.)UK | US22 Gold · (24 Wo.)US | Country5 (35 Wo.)Country | Erstveröffentlichung: Januar 1981                   |
| 1981 | Cimarron                        | — | — | — | — | US46 (20 Wo.)US | Country6 (42 Wo.)Country | Erstveröffentlichung: November 1981                 |
| 1983 | White Shoes                     | — | — | — | — | US116 (13 Wo.)US | Country22 (48 Wo.)Country | Erstveröffentlichung: Oktober 1983                  |
| 1985 | The Ballad of Sally Rose        | — | — | — | — | US171 (4 Wo.)US | Country8 (46 Wo.)Country | Erstveröffentlichung: 14. Januar 1985               |
| 1986 | Thirteen                        | — | — | — | — | US157 (6 Wo.)US | Country9 (23 Wo.)Country |                                                     |
| 1987 | Angel Band                      | — | — | — | — | US166 (4 Wo.)US | Country22 (16 Wo.)Country | Erstveröffentlichung: 7. Juli 1987                  |
| 1989 | Bluebird                        | — | — | — | — | — | Country15 (29 Wo.)Country | Erstveröffentlichung: 10. Januar 1989               |
| 1990 | Brand New Dance                 | — | — | — | — | — | Country45 (16 Wo.)Country | Erstveröffentlichung: 16. Oktober 1990              |
| 1993 | Cowgirl’s Prayer                | — | — | — | — | US152 (5 Wo.)US | Country34 (22 Wo.)Country | Erstveröffentlichung: 28. September 1993            |
| 1995 | Wrecking Ball                   | — | — | — | UK46 (3 Wo.)UK | US94 (7 Wo.)US | — | Erstveröffentlichung: 25. September 1995            |
| 2000 | Red Dirt Girl                   | — | — | CH84 (2 Wo.)CH | UK45 (2 Wo.)UK | US54 (18 Wo.)US | Country5 (52 Wo.)Country | Erstveröffentlichung: 12. September 2000            |
| 2003 | Stumble into Grace              | — | — | — | UK52 (1 Wo.)UK | US58 (7 Wo.)US | Country6 (27 Wo.)Country | Erstveröffentlichung: 23. September 2003            |
| 2008 | All I Intended To Be            | DE78 (2 Wo.)DE | — | CH37 (3 Wo.)CH | UK40 (2 Wo.)UK | US22 (10 Wo.)US | Country4 (37 Wo.)Country | Erstveröffentlichung: 3. Juni 2008                  |
| 2011 | Hard Bargain                    | DE45 (1 Wo.)DE | — | CH76 (1 Wo.)CH | UK30 (1 Wo.)UK | US18 (4 Wo.)US | Country3 (20 Wo.)Country | Erstveröffentlichung: 22. April 2011                |

grau schraffiert: keine Chartdaten aus diesem Jahr verfügbar
Weitere Soloalben
- 1969: Gliding Bird

### Gemeinschaftsalben
| Jahr | Titel                              | Höchstplatzierung, Gesamtwochen, AuszeichnungChartplatzierungen (Jahr, Titel, Platzierungen, Wochen, Auszeichnungen, Anmerkungen) | Höchstplatzierung, Gesamtwochen, AuszeichnungChartplatzierungen (Jahr, Titel, Platzierungen, Wochen, Auszeichnungen, Anmerkungen) | Höchstplatzierung, Gesamtwochen, AuszeichnungChartplatzierungen (Jahr, Titel, Platzierungen, Wochen, Auszeichnungen, Anmerkungen) | Höchstplatzierung, Gesamtwochen, AuszeichnungChartplatzierungen (Jahr, Titel, Platzierungen, Wochen, Auszeichnungen, Anmerkungen) | Höchstplatzierung, Gesamtwochen, AuszeichnungChartplatzierungen (Jahr, Titel, Platzierungen, Wochen, Auszeichnungen, Anmerkungen) | Höchstplatzierung, Gesamtwochen, AuszeichnungChartplatzierungen (Jahr, Titel, Platzierungen, Wochen, Auszeichnungen, Anmerkungen) | Anmerkungen                                                                             |
| Jahr | Titel                              | DE | AT | CH | UK | US | Country | Anmerkungen                                                                             |
| ---- | ---------------------------------- | --- | --- | --- | --- | --- | --- | --------------------------------------------------------------------------------------- |
| 1987 | Trio                               | — | — | — | UK60 (4 Wo.)UK | US6 Platin · (48 Wo.)US | Country1 (84 Wo.)Country | Erstveröffentlichung: 2. März 1987 mit Dolly Parton und Linda Ronstadt                  |
| 1999 | Trio II                            | — | — | — | — | US62 Gold · (14 Wo.)US | Country4 (37 Wo.)Country | Erstveröffentlichung: 9. Februar 1999 mit Dolly Parton und Linda Ronstadt               |
| 1999 | Western Wall (The Tucson Sessions) | — | — | — | — | US73 (7 Wo.)US | Country6 (27 Wo.)Country | Erstveröffentlichung: 24. August 1999 mit Linda Ronstadt                                |
| 2006 | All the Roadrunning                | DE3 (23 Wo.)DE | AT8 (9 Wo.)AT | CH1 (18 Wo.)CH | UK8 Gold · (8 Wo.)UK | US17 (20 Wo.)US | — | Erstveröffentlichung: 21. April 2006 mit Mark Knopfler                                  |
| 2013 | Old Yellow Moon                    | DE71 (7 Wo.)DE | — | CH47 (1 Wo.)CH | UK42 (2 Wo.)UK | US29 (7 Wo.)US | Country4 (29 Wo.)Country | Erstveröffentlichung: 1. März 2013 mit Rodney Crowell 2014 mit dem Grammy ausgezeichnet |
| 2015 | The Traveling Kind                 | — | — | — | UK65 (1 Wo.)UK | US78 (1 Wo.)US | Country8 (10 Wo.)Country | Erstveröffentlichung: 8. Mai 2015 mit Rodney Crowell                                    |
| 2016 | The Complete Trio Collection       | — | — | CH58 (1 Wo.)CH | UK47 (3 Wo.)UK | US125 (1 Wo.)US | Country7 (4 Wo.)Country | Erstveröffentlichung: 9. September 2016 mit Dolly Parton und Linda Ronstadt             |

### Livealben
| Jahr | Titel                  | Höchstplatzierung, Gesamtwochen, AuszeichnungChartplatzierungen (Jahr, Titel, Platzierungen, Wochen, Auszeichnungen, Anmerkungen) | Höchstplatzierung, Gesamtwochen, AuszeichnungChartplatzierungen (Jahr, Titel, Platzierungen, Wochen, Auszeichnungen, Anmerkungen) | Höchstplatzierung, Gesamtwochen, AuszeichnungChartplatzierungen (Jahr, Titel, Platzierungen, Wochen, Auszeichnungen, Anmerkungen) | Höchstplatzierung, Gesamtwochen, AuszeichnungChartplatzierungen (Jahr, Titel, Platzierungen, Wochen, Auszeichnungen, Anmerkungen) | Höchstplatzierung, Gesamtwochen, AuszeichnungChartplatzierungen (Jahr, Titel, Platzierungen, Wochen, Auszeichnungen, Anmerkungen) | Höchstplatzierung, Gesamtwochen, AuszeichnungChartplatzierungen (Jahr, Titel, Platzierungen, Wochen, Auszeichnungen, Anmerkungen) | Anmerkungen                                                 |
| Jahr | Titel                  | DE | AT | CH | UK | US | Country | Anmerkungen                                                 |
| ---- | ---------------------- | --- | --- | --- | --- | --- | --- | ----------------------------------------------------------- |
| 1987 | Last Date              | — | — | — | — | US65 (17 Wo.)US | Country9 (32 Wo.)Country |                                                             |
| 1992 | At the Ryman           | — | — | — | — | US184 (3 Wo.)US | Country32 (13 Wo.)Country | Erstveröffentlichung: 14. Januar 1992 mit den Nash Ramblers |
| 1998 | Spyboy                 | — | — | — | UK57 (2 Wo.)UK | US180 (2 Wo.)US | Country27 (12 Wo.)Country |                                                             |
| 2006 | Real Live Road Running | DE44 (3 Wo.)DE | — | — | — | — | — | Erstveröffentlichung: 10. November 2006 mit Mark Knopfler   |

Weitere Livealben
- 2014: FM Broadcast: Emmylou Harris Live
- 2021: Ramble in Music City (mit den Nash Ramblers)

### Kompilationen
| Jahr | Titel                                                  | Höchstplatzierung, Gesamtwochen, AuszeichnungChartplatzierungen (Jahr, Titel, Platzierungen, Wochen, Auszeichnungen, Anmerkungen) | Höchstplatzierung, Gesamtwochen, AuszeichnungChartplatzierungen (Jahr, Titel, Platzierungen, Wochen, Auszeichnungen, Anmerkungen) | Höchstplatzierung, Gesamtwochen, AuszeichnungChartplatzierungen (Jahr, Titel, Platzierungen, Wochen, Auszeichnungen, Anmerkungen) | Höchstplatzierung, Gesamtwochen, AuszeichnungChartplatzierungen (Jahr, Titel, Platzierungen, Wochen, Auszeichnungen, Anmerkungen) | Höchstplatzierung, Gesamtwochen, AuszeichnungChartplatzierungen (Jahr, Titel, Platzierungen, Wochen, Auszeichnungen, Anmerkungen) | Höchstplatzierung, Gesamtwochen, AuszeichnungChartplatzierungen (Jahr, Titel, Platzierungen, Wochen, Auszeichnungen, Anmerkungen) | Anmerkungen                              |
| Jahr | Titel                                                  | DE | AT | CH | UK | US | Country | Anmerkungen                              |
| ---- | ------------------------------------------------------ | --- | --- | --- | --- | --- | --- | ---------------------------------------- |
| 1978 | Profiles – The Best of Emmylou Harris                  | — | — | — | — | US81 Gold · (17 Wo.)US | Country9 (43 Wo.)Country |                                          |
| 1980 | Her Best Songs                                         | — | — | — | UK36 (3 Wo.)UK | — | — |                                          |
| 1984 | Profiles II – The Best of Emmylou Harris               | — | — | — | — | US176 (6 Wo.)US | Country24 (20 Wo.)Country |                                          |
| 1990 | Duets                                                  | — | — | — | — | — | Country24 (12 Wo.)Country | Erstveröffentlichung: 7. August 1990     |
| 2001 | Anthology – The Warner/Reprise Years                   | — | — | — | — | — | Country53 (4 Wo.)Country |                                          |
| 2005 | Heartaches & Highways: The Very Best of Emmylou Harris | — | — | — | — | US133 (3 Wo.)US | Country23 (17 Wo.)Country | Erstveröffentlichung: 8. August 2005     |
| 2007 | Songbird: Rare Tracks and Forgotten Gems               | — | — | — | — | — | Country49 (2 Wo.)Country | Erstveröffentlichung: 21. September 2007 |

grau schraffiert: keine Chartdaten aus diesem Jahr verfügbar
Weitere Kompilationen
- 1994: Songs of the West
- 1996: Portraits
- 2000: Singin’ with Emmylou Vol. 1
- 2002: Producer’s Cut
- 2003: Singin’ with Emmylou Vol. 2

### Singles als Leadmusikerin
| Jahr | Titel Album                                               | Höchstplatzierung, Gesamtwochen, AuszeichnungChartplatzierungen (Jahr, Titel, Album, Platzierungen, Wochen, Auszeichnungen, Anmerkungen) | Höchstplatzierung, Gesamtwochen, AuszeichnungChartplatzierungen (Jahr, Titel, Album, Platzierungen, Wochen, Auszeichnungen, Anmerkungen) | Höchstplatzierung, Gesamtwochen, AuszeichnungChartplatzierungen (Jahr, Titel, Album, Platzierungen, Wochen, Auszeichnungen, Anmerkungen) | Höchstplatzierung, Gesamtwochen, AuszeichnungChartplatzierungen (Jahr, Titel, Album, Platzierungen, Wochen, Auszeichnungen, Anmerkungen) | Höchstplatzierung, Gesamtwochen, AuszeichnungChartplatzierungen (Jahr, Titel, Album, Platzierungen, Wochen, Auszeichnungen, Anmerkungen) | Höchstplatzierung, Gesamtwochen, AuszeichnungChartplatzierungen (Jahr, Titel, Album, Platzierungen, Wochen, Auszeichnungen, Anmerkungen) | Anmerkungen                                                                               |
| Jahr | Titel Album                                               | DE | AT | CH | UK | US | Country | Anmerkungen                                                                               |
| ---- | --------------------------------------------------------- | --- | --- | --- | --- | --- | --- | ----------------------------------------------------------------------------------------- |
| 1975 | Too Far Gone Pieces of the Sky                            | — | — | — | — | — | Country13 (21 Wo.)Country | Erstveröffentlichung: 26. Februar 1975 Höchstplatzierung nach Wiederveröffentlichung 1978 |
| 1975 | If I Could Only Win Your Love Pieces of the Sky           | — | — | — | — | US58 (5 Wo.)US | Country4 (17 Wo.)Country | Erstveröffentlichung: 4. Juni 1975                                                        |
| 1975 | Light of the Stable                                       | — | — | — | — | — | Country99 (1 Wo.)Country | Erstveröffentlichung: November 1975                                                       |
| 1976 | Here There and Everywhere Elite Hotel                     | — | — | — | UK30 (6 Wo.)UK | US65 (5 Wo.)US | — | Erstveröffentlichung: 11. Februar 1976 B-Seite: Together Again                            |
| 1976 | Together Again Elite Hotel                                | — | — | — | — | — | Country1 (… Wo.)Country | Erstveröffentlichung: 24. März 1976 B-Seite: Here There and Everywhere                    |
| 1976 | One of These Days Elite Hotel                             | — | — | — | — | — | Country3 (16 Wo.)Country | Erstveröffentlichung: 5. Mai 1976                                                         |
| 1976 | Sweet Dreams Elite Hotel                                  | — | — | — | — | — | Country1 (14 Wo.)Country | Erstveröffentlichung: 22. September 1976                                                  |
| 1977 | (You Never Can Tell) C’est La Vie Luxury Liner            | DE44 (1 Wo.)DE | — | — | — | — | Country6 (13 Wo.)Country | Erstveröffentlichung: 3. Februar 1977                                                     |
| 1977 | Making Believe Luxury Liner                               | — | — | — | — | — | Country8 (14 Wo.)Country | Erstveröffentlichung: 4. Mai 1977                                                         |
| 1977 | To Daddy Quarter Moon in a Ten Cent Town                  | — | — | — | — | — | Country3 (15 Wo.)Country | Erstveröffentlichung: 2. November 1977                                                    |
| 1978 | Two More Bottles of Wine Quarter Moon in a Ten Cent Town  | — | — | — | — | — | Country1 (14 Wo.)Country | Erstveröffentlichung: 7. März 1978                                                        |
| 1978 | Easy from Now On Quarter Moon in a Ten Cent Town          | — | — | — | — | — | Country12 (11 Wo.)Country | Erstveröffentlichung: 5. Juli 1978                                                        |
| 1979 | Save the Last Dance for Me Blue Kentucky Girl             | — | — | — | — | — | Country4 (14 Wo.)Country |                                                                                           |
| 1979 | Blue Kentucky Girl                                        | — | — | — | — | — | Country6 (12 Wo.)Country |                                                                                           |
| 1980 | Beneath Still Waters Blue Kentucky Girl                   | — | — | — | — | — | Country1 (14 Wo.)Country |                                                                                           |
| 1980 | Wayfaring Stranger Roses in the Snow                      | — | — | — | — | — | Country7 (15 Wo.)Country |                                                                                           |
| 1980 | The Boxer Roses in the Snow                               | — | — | — | — | — | Country13 (11 Wo.)Country |                                                                                           |
| 1981 | Mister Sandman Evangeline                                 | DE14 (25 Wo.)DE | AT15 (2 Wo.)AT | CH5 (9 Wo.)CH | — | US37 (13 Wo.)US | Country10 (12 Wo.)Country | Erstveröffentlichung: Februar 1981 Original: Pat Ballard (1954)                           |
| 1981 | I Don’t Have to Crawl Evangeline                          | — | — | — | — | — | Country44 (8 Wo.)Country |                                                                                           |
| 1981 | If I Needed You Cimarron                                  | — | — | — | — | — | Country3 (17 Wo.)Country | Erstveröffentlichung: September 1981 mit Don Williams                                     |
| 1982 | Tennessee Rose Cimarron                                   | — | — | — | — | — | Country9 (16 Wo.)Country |                                                                                           |
| 1982 | Born to Run Cimarron                                      | — | — | — | — | — | Country3 (17 Wo.)Country |                                                                                           |
| 1982 | (Lost His Love) On Our Last Date Last Date                | — | — | — | — | — | Country1 (20 Wo.)Country |                                                                                           |
| 1983 | I’m Movin’ On Last Date                                   | — | — | — | — | — | Country5 (17 Wo.)Country |                                                                                           |
| 1983 | So Sad to Watch Good Love Go Bad Last Date                | — | — | — | — | — | Country28 (13 Wo.)Country |                                                                                           |
| 1983 | Drivin’ Wheel White Shoes                                 | — | — | — | — | — | Country26 (13 Wo.)Country |                                                                                           |
| 1984 | In My Dreams White Shoes                                  | — | — | — | — | — | Country9 (21 Wo.)Country |                                                                                           |
| 1984 | Pledging My Love White Shoes                              | — | — | — | — | — | Country9 (22 Wo.)Country |                                                                                           |
| 1984 | Someone Like You Profile II: The Best of Emmylou Harris   | — | — | — | — | — | Country26 (18 Wo.)Country |                                                                                           |
| 1985 | White Line The Ballad of Sally Rose                       | — | — | — | — | — | Country14 (17 Wo.)Country |                                                                                           |
| 1985 | Rhythm Guitar The Ballad of Sally Rose                    | — | — | — | — | — | Country44 (11 Wo.)Country |                                                                                           |
| 1985 | Timberline The Ballad of Sally Rose                       | — | — | — | — | — | Country55 (9 Wo.)Country |                                                                                           |
| 1986 | I Had My Heart Set on You Thirteen                        | — | — | — | — | — | Country60 (6 Wo.)Country |                                                                                           |
| 1986 | Today I Started Loving You Again Thirteen                 | — | — | — | — | — | Country43 (13 Wo.)Country |                                                                                           |
| 1987 | Someday My Ship Will Sail Angel Band                      | — | — | — | — | — | Country60 (7 Wo.)Country |                                                                                           |
| 1987 | To Know Him Is to Love Him Trio                           | — | — | — | — | — | Country1 (19 Wo.)Country | mit Dolly Parton und Linda Ronstadt                                                       |
| 1987 | Telling Me Lies Trio                                      | — | — | — | — | — | Country3 (18 Wo.)Country | mit Dolly Parton und Linda Ronstadt                                                       |
| 1987 | Those Memories of You Trio                                | — | — | — | — | — | Country5 (22 Wo.)Country | mit Dolly Parton und Linda Ronstadt                                                       |
| 1988 | Wildflowers Trio                                          | — | — | — | — | — | Country6 (18 Wo.)Country | mit Dolly Parton und Linda Ronstadt                                                       |
| 1988 | Back in Baby’s Arms Planes, Trains and Automobiles O.S.T. | — | — | — | — | — | Country53 (13 Wo.)Country |                                                                                           |
| 1988 | Heartbreak Hill Bluebird                                  | — | — | — | — | — | Country8 (22 Wo.)Country |                                                                                           |
| 1989 | Heaven Only Knows Bluebird                                | — | — | — | — | — | Country16 (21 Wo.)Country |                                                                                           |
| 1989 | I Still Miss Someone Bluebird                             | — | — | — | — | — | Country51 (6 Wo.)Country |                                                                                           |
| 1990 | Wheels of Love Brand New Dance                            | — | — | — | — | — | Country71 (3 Wo.)Country |                                                                                           |
| 1993 | High Powered Love Cowgirl’s Prayer                        | — | — | — | — | — | Country63 (8 Wo.)Country |                                                                                           |
| 1994 | Thanks to You Cowgirl’s Prayer                            | — | — | — | — | — | Country65 (5 Wo.)Country |                                                                                           |

Weitere Singles
- 1969: I’ll Be Your Baby Tonight
- 1969: Fugue for the Ox
- 1990: Gulf Coast Highway (mit Willie Nelson)
- 1990: Never Be Anyone Else But You
- 1991: Rollin’ and Ramblin’ (The Death of Hank Williams)
- 1994: You Don’t Know Me
- 1994: Crescent City
- 1995: Where Will I Be?
- 1995: Sweet Old World
- 1996: Wrecking Ball
- 1998: Love Hurts
- 1999: High Sierra (mit Dolly Parton und Linda Ronstadt)
- 1999: After the Gold Rush (mit Dolly Parton und Linda Ronstadt)
- 1999: For a Dancer (mit Linda Ronstadt)
- 2000: One Big Love
- 2000: I Don’t Wanna Talk About It Now
- 2003: Here I Am
- 2006: This Is Us (mit Mark Knopfler)
- 2008: Not Enough
- 2011: The Road

### Singles als Gastmusikerin
| Jahr | Titel Album                                     | Höchstplatzierung, Gesamtwochen, AuszeichnungChartplatzierungen (Jahr, Titel, Album, Platzierungen, Wochen, Auszeichnungen, Anmerkungen) | Höchstplatzierung, Gesamtwochen, AuszeichnungChartplatzierungen (Jahr, Titel, Album, Platzierungen, Wochen, Auszeichnungen, Anmerkungen) | Anmerkungen                    |
| Jahr | Titel Album                                     | US | Country | Anmerkungen                    |
| ---- | ----------------------------------------------- | --- | --- | ------------------------------ |
| 1976 | The Sweetest Gift Prisoner in Disguise          | — | Country12 (8 Wo.)Country | mit Linda Ronstadt             |
| 1976 | Hangin’ On Till the End                         | — | Country16 (15 Wo.)Country | mit Vern Gosdin                |
| 1977 | Yesterday’s Gone Till the End                   | — | Country9 (15 Wo.)Country | mit Vern Gosdin                |
| 1979 | Play Together Again, Again –                    | — | Country11 (13 Wo.)Country | mit Buck Owens                 |
| 1980 | That Lovin’ You Feeling Again Roadie O.S.T.     | US55 (8 Wo.)US | Country6 (15 Wo.)Country | mit Roy Orbison                |
| 1983 | Wild Montana Skies It’s About Time              | — | Country14 (19 Wo.)Country | mit John Denver                |
| 1985 | Thing About You Southern Pacific                | — | Country14 (19 Wo.)Country | mit Southern Pacific           |
| 1988 | We Believe in Happy Endings The Heart of It All | — | Country1 (21 Wo.)Country | mit Earl Thomas Conley         |
| 1998 | Same Old Train Tribute to Tradition             | — | Country59 (5 Wo.)Country | mit Various Artists            |
| 2005 | Not Me Flags of Our Fathers                     | — | Country59 (20 Wo.)Country | mit Keni Thomas und Vince Gill |

Weitere Gastbeiträge
- 1974: Love Hurts (mit Gram Parsons)
- 1979: Love Don’t Care (mit Charlie Louvin)
- 1991: All Fall Down (mit George Jones)
- 1995: Feels Like Home (mit Linda Ronstadt)
- 2006: The River’s Gonna Run (mit Sam Bush)

### Videoalben
- 1992: Live at the Ryman
- 1999: Spyboy: Live from the Legendary Exit/In
- 2006: Real Live Roadrunning (mit Mark Knopfler)

## Auszeichnungen für Musikverkäufe
| Goldene Schallplatte - Kanada - 1982: für das Album Profiles – The Best of Emmylou Harris - Niederlande - 1978: für das Album Luxury Liner | Platin-Schallplatte - Neuseeland - 1987: für das Album Trio |

Anmerkung: Auszeichnungen in Ländern aus den Charttabellen bzw. Chartboxen sind in ebendiesen zu finden.
| Land/RegionAuszeichnungen für Musikverkäufe (Land/Region, Auszeichnungen, Verkäufe, Quellen) | Silber     | Gold       | Platin     | Verkäufe  | Quellen         |
| -------------------------------------------------------------------------------------------- | ---------- | ---------- | ---------- | --------- | --------------- |
| Kanada (MC)                                                                                  | —          | Gold1      | —          | 50.000    | musiccanada.com |
| Neuseeland (RMNZ)                                                                            | —          | —          | Platin1    | 20.000    | Einzelnachweise |
| Niederlande (NVPI)                                                                           | —          | Gold1      | —          | 50.000    | nvpi.nl         |
| Vereinigte Staaten (RIAA)                                                                    | —          | 9× Gold9   | Platin1    | 5.500.000 | riaa.com        |
| Vereinigtes Königreich (BPI)                                                                 | 2× Silber2 | Gold1      | —          | 220.000   | bpi.co.uk       |
| Insgesamt                                                                                    | 2× Silber2 | 12× Gold12 | 2× Platin2 |           |                 |

## Auszeichnungen (Auswahl)
- 1977 Grammy – Best Country Vocal Performance Female
- 1980 Grammy – Best Country Vocal Performance Female
- 1981 Grammy – Best Country Performance By a Duo or Group with Vocals
- 1985 Grammy – Best Country Vocal Performance Female
- 1988 Grammy – Best Country Performance By a Duo or Group with Vocals
- 1988 CMA Vocal Event
- 1993 Grammy – Best Country Performance By a Duo or Group with Vocals
- 1996 Grammy – Best Contemporary Folk Album
- 1999 Grammy – Best Country Collaboration with Vocals
- 1999 Billboard Century Award
- 2001 Grammy – Best Contemporary Folk Album
- 2001 Gibson Guitar Award
- 2002 Patrick J. Leary Humanitarian Award für Landminen-Projekt
- 2002 American Lifetime Achievement Performer Award
- 2003 Aufnahme Member of Alabama Hall of Fame
- 2004 ASCAP Harry Chapin Humanitarian Award
- 2004 ASCAP Founders Award
- 2006 Grammy – Best Female Country Vocal Performance
- 2009 Aufnahme in die American Academy of Arts and Sciences
- 2014 Grammy – Best Americana Album
- 2015 Polar Music Prize
- 2018 Grammy Lifetime Achievement Award